# МВК Одеса
МВК «Одеса» — один з найтитулованіших, історичних чоловічих волейбольних клубів України з міста Одеса, заснований 1927 року.
Волейбольний клуб «Одеса» — багаторазовий чемпіон і призер чемпіонату УРСР і України, багаторазовий володар Кубка УРСР і України, неодноразовий призер першостей СРСР, володар і фіналіст кубка СРСР.

## Історія
В 1927 році утворена чоловіча волейбольна команда «Спартак» (Одеса). 1928-го вона взяла участь у першому чемпіонаті УРСР. Загалом за всю історію 7 разів виборювала звання чемпіона УРСР, не раз ставала призером першості.
В 1946 році дебютувала в чемпіонаті СРСР, після чого перейшла під патронаж Одеського медичного інституту і перейменована в «Медик».
1949 року команда знову змінила назву («Наука») і в 1954 році завоювала для Одеси медалі, ставши вперше бронзовим призером чемпіонату СРСР. В 1955-у і 1957-у роках бронзовий успіх команда повторила під назвою «Буревісник», а в 1961 році завоювала срібло першості СРСР, що є найвищим досягненням для чоловічого клубного волейболу з Одеси в чемпіонатах СРСР.
Очолював одеситів Олександр Дюжев, який виховав цілу плеяду заслужених майстрів спорту УРСР і СРСР, олімпійських чемпіонів, переможців спартакіад, чемпіонату світу і Європи у складі збірних УРСР і СРСР.
В 1972 році команда перейшла під управління Одеського технологічного інституту ім. Ломоносова і під назвою «ОдТІЛ» виступала в чемпіонаті країни до 1975 року включно, після чого була передана у відомство тресту «Чорноморгідробуд» (ЧГБ, або ЧГС), під егідою якого в 1976 році завоювала Кубок СРСР.
В 1979 році команда знову змінила «власника», до 1991 року включно, ставши волейбольним флагманом Одеського політехнічного інституту під назвою «Політехнік».
Відразу після відновлення незалежної державності України, команда знову змінила «порт прописки», перейшовши під юрисдикцію Одеського автоскладального заводу. В 1993 році команда одеського «Торпедо» завоювала свої перші (бронзові) в історії незалежної України медалі чемпіонату країни, а з 1998 року, вже під прапорами «Облавтодору» і особисто його голови Анатолія Федоровича Чукана, зайняла провідне місце в чоловічому волейболі України і знову під новою назвою — «Шляховик-СКА», тричі виграв національну першість України.
За команду в ці роки виступали Ігор Зайцев, Станіслав Бойових, Геннадій Наложний, Юрій Мельничук, Андрій Спиць, Олександр Александров, В'ячеслав Нирка, Євген Нирка, Володимир Дорош, Данило Константинов, Олег Бєлінський, Андрій Ткаченко, Олександр Подтинченко, Сергій Пересунчак, В'ячеслав Гулін, Володимир Татаринцев, а тренував колектив один із найтитулованіших одеських волейболістів Віктор Михальчук.
Одеський чоловічий волейбол переживає непрості часи. Команда знову кілька разів змінювала назви та юридичні адреси, і була змушена спочатку боротися за виживання в українській Суперлізі, а потім і в нижчих дивізіонах.
У сезоні-2010/11 МВК «Одеса» виступав у вищій лізі України і зайняв 6-е місце.
У серпні 2011 року стало відомо, що чоловіча волейбольна команда МВК «Одеса», через відсутність фінансування, не братиме участі в змаганнях чемпіонату України-2011/12 у жодній з ліг і припинив своє існування.

## Назви
(1927—1946) — «Спартак», 1948 — «Медик», 1949—1954 — «Наука», (1955—1972) — «Буревісник», (1972—1975) — «ОдТІЛ», 1976—1978 — «ЧГБ» (" Чорноморгідробуд "), (1979—1991) -«Політехнік», (1992—1995) -«Торпедо», (1995—2000) -«Шляховик-СКА», (2000—2005) — «Феміда», (2005—2006) -«Динамо-Феміда», (2006—2008) — МВК «Одеса», (2008—2009) — МВК «Одеса-Діамант», (з 2009—2011) — МВК «Одеса»  — український чоловічий волейбольний клуб з Одеси.

## Досягнення
Чемпіонат УРСР 
- Чемпіон (7): 1954, 1955 (весна), 1955 (зима), 1957 (весна), 1957 (зима), 1962, 1964.
- Срібний призер (15): 1953, 1956, 1958 (зима), 1958 (літо), 1959 (літо), 1960 (літо), 1961, 1973, 1975, 1976, 1979, 1980, 1982, 1984, 1990
- Бронзовий призер (5): 1951, 1965, 1966, 1972, 1981

Кубок УРСР 
- Володар (4): 1957, 1962, 1974, 1978
- Фіналіст (2): 1976, 1980

Чемпіонат України: 
- Чемпіон (3): 1997, 1998, 1999
- Срібний призер (2): 1996, 2000.
- Бронзовий призер (2):1993, 1994.

Кубок України: 
- Володар (1): 1996.

Чемпіонат СРСР/Вища ліга: 
- Срібний призер (1): 1961.
- Бронзовий призер (3):1954, 1955, 1957.

Кубок СРСР: 
- Володар (1): 1976.
- Срібний призер (1): 1974
- Неодноразовий учасник Кубка європейських чемпіонів, Кубка володарів кубків і Кубка ЄКВ.